# Nennigmühle

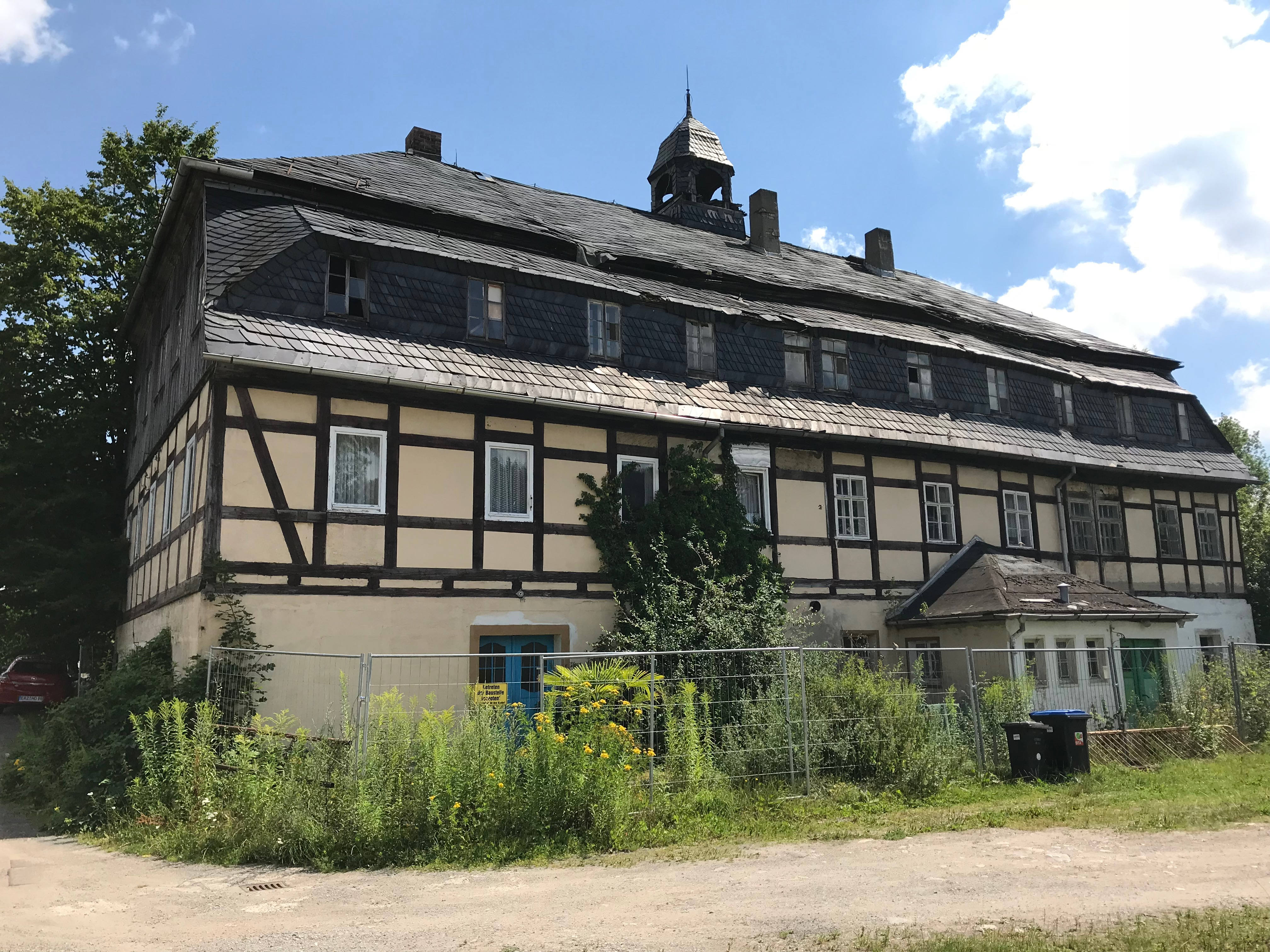
Mahl- und Schneidemühle

Nennigmühle ist ein Ortsteil der sächsischen Stadt Pockau-Lengefeld im Erzgebirgskreis.

## Geografie

### Lage
Nennigmühle liegt etwa 3 Kilometer südöstlich von Pockau im Tal der Flöha. Durch den Ort führt die Staatsstraße 223 Flöha–Olbernhau, über die Kreisstraße 8112 besteht Anschluss an Sorgau sowie Wernsdorf in der Gegenrichtung.

### Nachbarorte
| Pockau |                                             | Wernsdorf |
|        | Kompassrose, die auf Nachbargemeinden zeigt |           |
|        | Sorgau                                      | Blumenau  |

## Geschichte

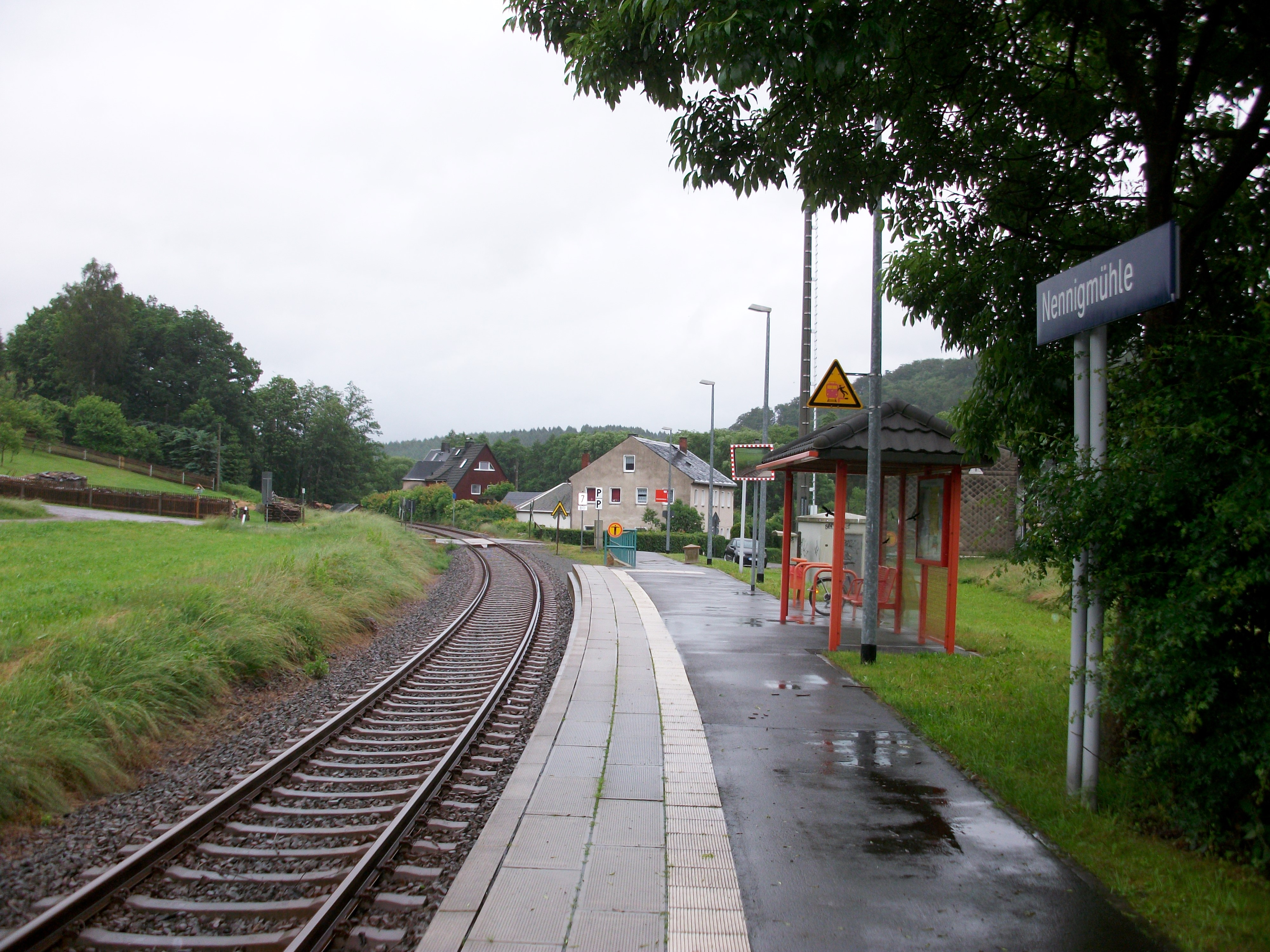
Haltepunkt Nennigmühle (2016)

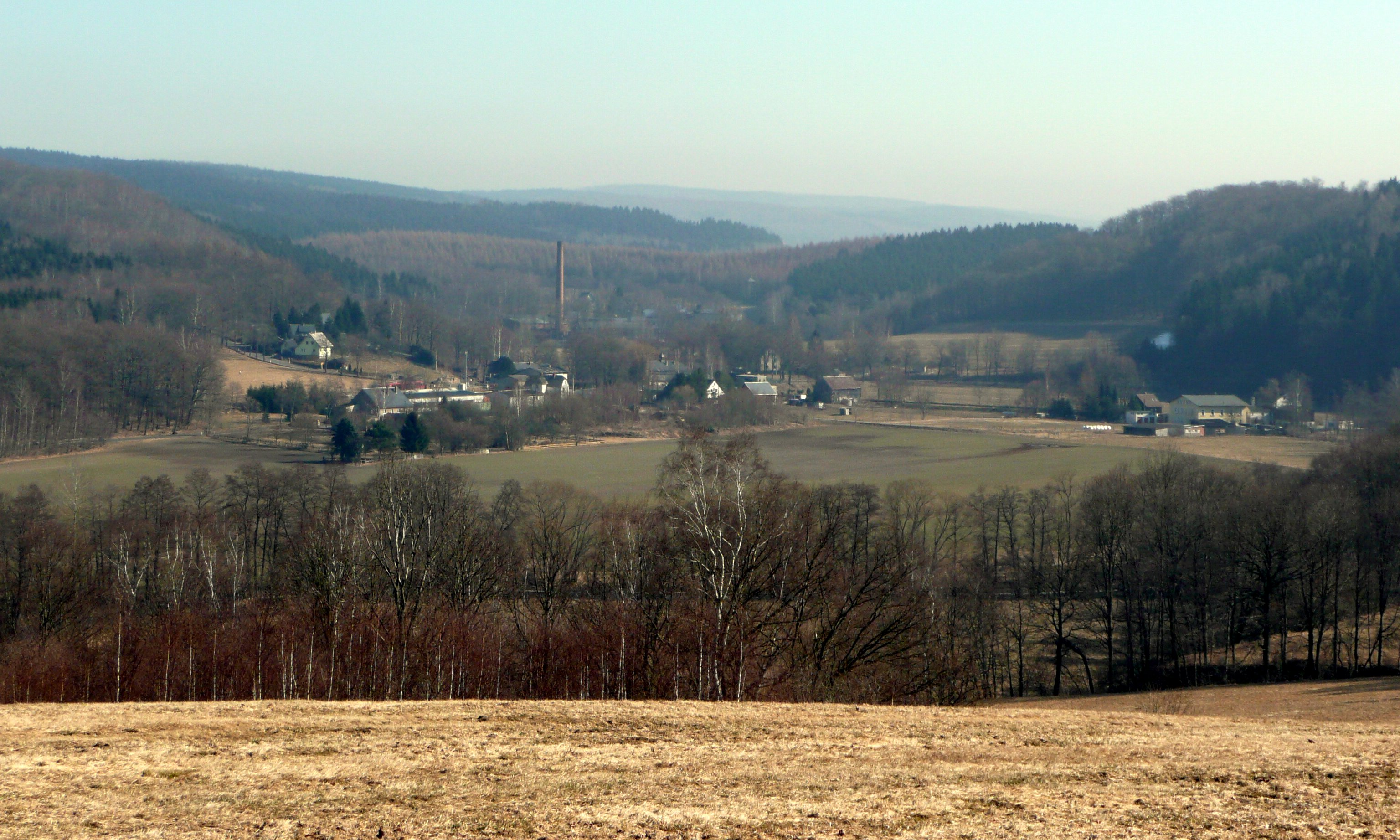
Blick auf Nennigmühle von der Verbindungsstraße Pockau–Sorgau

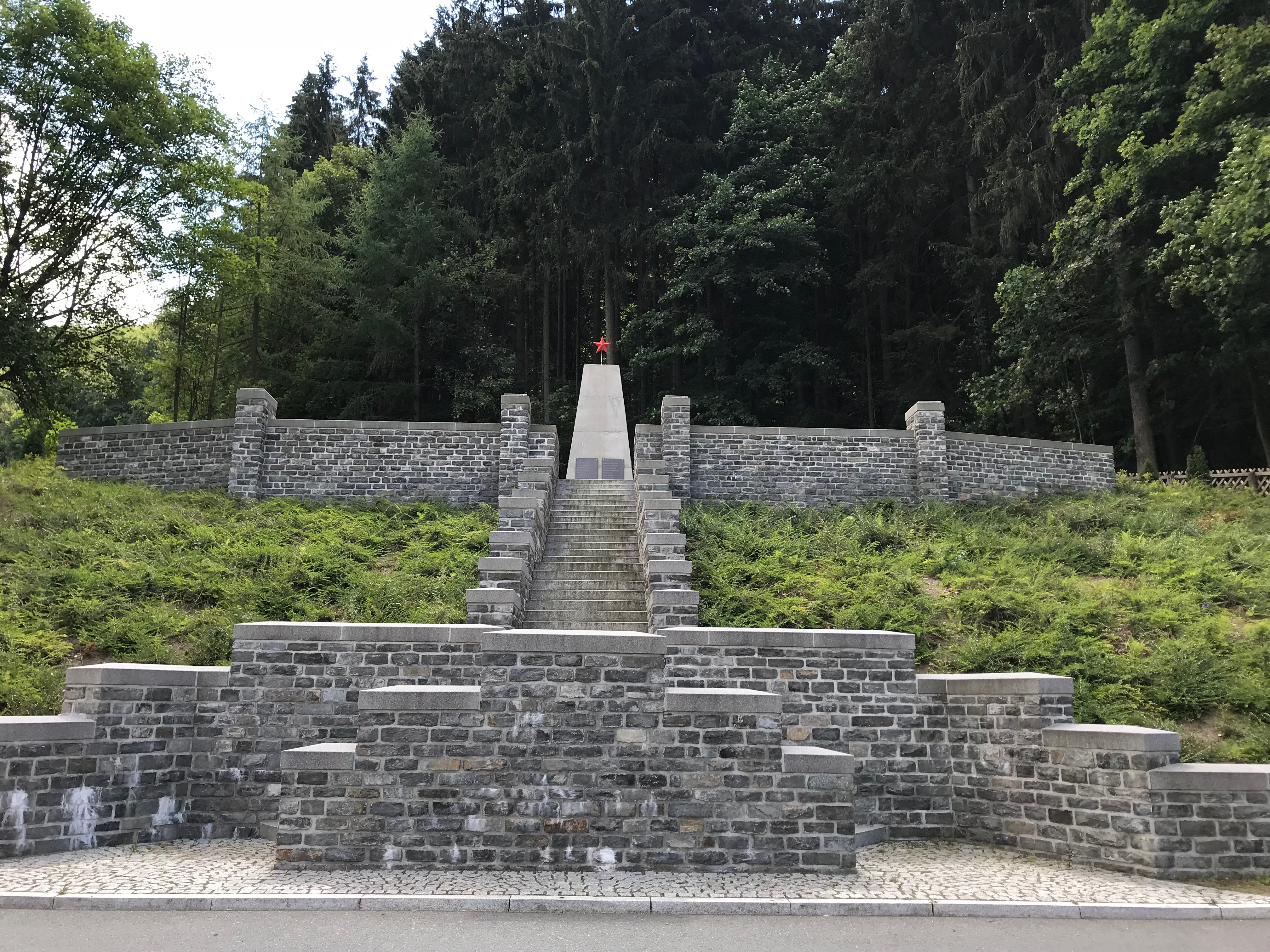
Denkmal mit Obelisk

1764 wurde die Nennigmühle als Amtsmühle des Amtes Lauterstein erwähnt. 1840 wurde die Siedlung der Pfarrei Zöblitz zugeordnet. August Schumann nannte 1825 im Staatslexikon von Sachsen Nennigmühle zu Wernsdorf gehörig: 

„[…] auch gehört zum Orte eine Mühle von 2 Gängen, die auch den Namen Nennigsmühle führt und an der Flöhe liegt.“

1858 wurde Nennigmühle nach Wernsdorf eingegliedert.

Am 1. September 1877 erhielt Nennigmühle mit dem gleichnamigen Haltepunkt Eisenbahnanschluss an der Flöhatalbahn. Die Strecke wird seit 2002 von der Erzgebirgsbahn bedient. Im Werk „Neue Sächsische Kirchengalerie“ heißt es Nennigmühle betreffend: 

„Nennigmühle, an der Flöha, Bahnstation an der Linie Pockau–Lengefeld–Olbernhau–Neuhausen, ist Ortsteil von Wernsdorf und umfasst ein Gut mit Schänke und eine Holzschleiferei und gehört dem Fabrikbesitzer Rechenberger in Deutschkatharinaberg. Sie zählt z. Z. 33 Einwohner und schickt die Kinder nach Wernsdorf zur Schule.“

1917 wurde im Freigut Nennigmühle eine christliche Erziehungsanstalt eingerichtet, welche 1930 zu einer Jugendherberge des CVJM umgewandelt wurde. Zwischen 1943 und 1945 bestand in Nennigmühle ein Lazarett für sowjetische Kriegsgefangene, in dem die nicht mehr arbeitsfähigen Zwangsarbeiter aus den Zwickauer Steinkohleschächten ihrem Sterben überlassen wurden. Ein Obelisk an der Straße nach Sorgau erinnert mit Namenstafeln an 96 Opfer von Zwangsarbeit.
Zum 1. März 1994 wurde Wernsdorf mit Nennigmühle nach Pockau eingemeindet.

## Entwicklung der Einwohnerzahl
| Jahr | Einwohnerzahl |
| ---- | ------------- |
| 1875 | 53            |
| 1925 | 76            |